# Provincia de Los Andes (Bolivia)
La provincia de Los Andes es una provincia del departamento de La Paz al oeste de Bolivia. Tiene una superficie de 1658 km² y una población de 116 690 habitantes (censo de 2024) con una densidad de 45,05 hab./km². La provincia limita al norte con la provincia de Larecaja y la provincia de Omasuyos, al oeste con el lago Titicaca, al sur con la provincia de Ingavi y al este con la provincia de Murillo.
La capital provincial es la ciudad de Pucarani.

## Historia
La provincia de Los Andes fue creada mediante la ley del 24 de noviembre de 1917, durante el gobierno de José Gutiérrez Guerra, separándose de la provincia de Omasuyos.

## Geografía
La provincia se encuentra en el extremo sureste del lago Titicaca y limita al noroeste por la provincia Omasuyos, en el sur de la provincia Ingavi, al este con la provincia de Murillo, y por el norte con la provincia Larecaja. La provincia se extiende desde aproximadamente 16°0′ y 16°47′S y 68°8 y 68°45′ W, mide 90 km de norte a sur, de este a oeste y 75 kilómetros.
Al oeste la provincia incluye parte del lago menor del lago Titicaca, llamada también Wiñaymarca, donde se encuentra ubicada la bahía de Cohana. Además, dentro de la jurisdicción de la provincia se encuentran algunas islas del archipiélago de Wiñaymarca en el Titicaca, como la isla Suriqui o la isla Pariti.
El río Katari que desemboca en esta bahía ha sido altamente contaminado debido a las aguas servidas domésticas, industriales y mineras, así como desechos de las ciudades altiplánicas de El Alto, Viacha, Laja y Pucarani.

## División administrativa
La Provincia Los Andes está dividida administrativamente en 4 municipios:
| Municipios   | Capital      |
| ------------ | ------------ |
| Pucarani     | Pucarani     |
| Laja         | Laja         |
| Batallas     | Batallas     |
| Puerto Pérez | Puerto Pérez |

## Demografía
De acuerdo con el censo boliviano de 2024, la población de la provincia de Los Andes es de 116 690 habitantes.
La población de la provincia casi se ha duplicado en las últimas tres décadas:
| Año  | Habitantes | Fuente                  |
| ---- | ---------- | ----------------------- |
| 1992 | 62 185     | Censo boliviano de 1992 |
| 2001 | 69 636     | Censo boliviano de 2001 |
| 2012 | 78 579     | Censo boliviano de 2012 |
| 2024 | 116 690    | Censo boliviano de 2024 |

### Población por municipios
El municipio que más ha crecido porcentualmente en población fue el municipio de Laja. Su crecimiento hasta 2019 fue de 78,1 % (desde 1992). El crecimiento de Laja se encuentra por encima del crecimiento promedio de la provincia, del crecimiento promedio del departamento y del promedio nacional. 
| Población Histórica de los Municipios de la Provincia Los Andes | Población Histórica de los Municipios de la Provincia Los Andes | Población Histórica de los Municipios de la Provincia Los Andes | Población Histórica de los Municipios de la Provincia Los Andes | Población Histórica de los Municipios de la Provincia Los Andes | Población Histórica de los Municipios de la Provincia Los Andes |
| Municipio                                                       | Censo de 1992                                                   | Censo de 2001                                                   | Censo de 2012                                                   | Estimación 2019                                                 | Crecimiento (1992-2019)                                         |
| --------------------------------------------------------------- | --------------------------------------------------------------- | --------------------------------------------------------------- | --------------------------------------------------------------- | --------------------------------------------------------------- | --------------------------------------------------------------- |
| Pucarani                                                        | 22 799                                                          | 24 570                                                          | 28 465                                                          | 29 698                                                          | 30,2 %                                                          |
| Laja                                                            | 14 653                                                          | 16 311                                                          | 24 531                                                          | 26 099                                                          | 78,1 %                                                          |
| Batallas                                                        | 17 147                                                          | 20 925                                                          | 17 426                                                          | 16 628                                                          | - 3,1 %                                                         |
| Puerto Pérez                                                    | 7 586                                                           | 7 830                                                           | 8 157                                                           | 8 473                                                           | 11,6 %                                                          |
| Provincia de Los Andes                                          | 62 185                                                          | 69 636                                                          | 78 579                                                          | 80 898                                                          | 30,0 %                                                          |
| Departamento de La Paz                                          | 1 900 786                                                       | 2 350 466                                                       | 2 719 344                                                       | 2 904 996                                                       | 52,8 %                                                          |
| Bolivia                                                         | 6 420 792                                                       | 8 274 325                                                       | 10 059 856                                                      | 11 469 900                                                      | 78,6 %                                                          |